# Moncler
Moncler este o marcă italiană de modă de lux fondată în Franța și cunoscută, în principal, pentru îmbrăcămintea de schi.
În 2003, brandul a fost cumpărat de antreprenorul italian Remo Ruffini, care a redresat și reinventat compania aproape falimentară și a listat-o, în 2013, pe Bursa de Valori din Milano. În decembrie 2020, Moncler a achiziționat brandul italian de îmbrăcăminte sport de lux Stone Island, într-o tranzacție raportată la 1,15 miliarde euro.

## Istoric

### Originile franceze: 1952 – 1992
Brandul Moncler a fost creat în 1952 de René Ramillon și André Vincent, iar denumirea sa reprezintă o abreviere a Monestier-de-Clermont, localitatea alpină de lângă Grenoble, Franța unde au fost create primele produse.
La început, Moncler producea saci de dormit matlasați, un singur model de pelerină cu căptușeală și glugă și corturi cu structură telescopică și prelată externă. Primele jachete Moncler au fost fabricate în 1954 pentru proprii angajați, care le purtau peste salopetele de lucru în mica fabrică montană. Calitatea și potențialul acestor jachete au fost pentru prima oară remarcate de alpinistul francez Lionel Terray, iar rezultatul a fost linia specializată, “Moncler pour Lionel Terray”.
Tot în 1954, jachetele matlasate Moncler au fost selectate pentru echiparea alpiniștilor italieni Achille Compagnoni și Lino Lacedelli, care au cucerit, în același an, vârful K2, al doilea cel mai înalt de pe glob. Moncler a însoțit și expediția franceză care a ajuns pe Makalu în 1955 și a fost furnizor oficial pentru expedițiile din Alaska organizate de Lionel Terray, în 1964. În timpul Jocurilor Olimpice de Iarnă de la Grenoble, în 1968, Moncler a devenit furnizorul oficial al echipei naționale franceze de schi alpin coborâre; cu această ocazie, logo-ul Moncler a fost schimbat, înlocuindu-se simbolul Monte Eguit cu o rață desenată, numită MonDuck.
În 1972, echipa națională franceză a adoptat o nouă versiune de jachetă cu puf Moncler, un model dintr-o singură piesă, mai practic și mai ușor, adaptat cerințelor sportului de performanță. Inițial numită “Huascaran” și apoi “Nepal”, jacheta avea întărituri din piele pe umeri pentru a permite transportul schiurilor, fără a deteriora materialul. În același timp, dezvoltarea turismului de iarnă a dus la o creștere accentuată a vânzărilor. În anii 1980, jacheta cu puf – matlasată, în culori vii și cu finisaj lucios - a început să se răspândească în zonele urbane și a devenit o piesă iconică asociată unei subculturi a tineretului italian din acea perioadă. Creatoarea de modă Chantal Thomass a colaborat cu compania până în 1989, reinterpretând estetica brandului.

### Dezvoltarea italiană: din 1992
În 1992, Moncler a devenit un brand italian prin achiziționarea sa de către Pepper Industries, care l-a vândut ulterior către Finpart. În 2003, brandul a fost achiziționat de antreprenorul Remo Ruffini care, la momentul respectiv, era și directorul de creație al companiei. Sub conducerea sa, Moncler a trecut printr-o transformare profundă și a fost repoziționat ca brand de lux.
În 2006, a fost lansată colecția Moncler Gamme Rouge. Concepută, într-o primă fază, până în 2008, sub viziunea designer-ului Alessandra Facchinetti, linia a fost ulterior condusă de Giambattista Valli până în 2018. În 2007, compania și-a schimbat strategia de distribuție, prin deschiderea primului său magazin în Paris, urmat de magazine în Milano (2008) și New York (2009).
În 2008, Carlyle Group a achiziționat 48% din acțiunile companiei, iar Ruffini a păstrat un pachet de 38%. În 2009, Moncler a lansat Moncler Gamme Bleu, o colecție pentru bărbați, creată de Thom Browne, până în 2018. În anul următor, Moncler a lansat în New York linia Moncler Grenoble, o colecție tehnică, dedicată schiului și ținutelor après-ski.
În 2011, acționarul francez Eurazeo a preluat 45% din acțiunile Moncler și 50% din drepturile de vot, iar în martie 2019 a vândut compania pentru 1,4 miliarde euro. Remo Ruffini a rămas al doilea cel mai mare acționar, cu o participație redusă de la 38% la 32%, iar Carlyle Group și-a redus participația de la 48% la 17,7%.
Oferta publică inițială (IPO) a Moncler a avut loc la Bursa din Milano, în data de 16 decembrie 2013, la un preț inițial de 10,20 euro per acțiune. Acțiunile au fost suprasubscrise de 27 de ori și au crescut cu 47% în prima zi, ducând la o capitalizare de piață de peste 4 miliarde euro.
În 2015, Eurazeo și-a redus participația la 15,5%, iar Remo Ruffini a redevenit principalul acționar al Moncler, cu o participație de 32%. În iulie 2016, a fost stabilită o nouă structură a acționariatului, fondul suveran Temasek din Singapore și omul de afaceri spaniol Julián Díaz González (cunoscut drept Torres), președintele Dufry, achiziționând împreună 24,4% la Ruffini Partecipazioni, compania-holding care controlează Moncler. Ruffini a păstrat o majoritate de 75,6% în noua entitate, în timp ce Clubsette, compania de investiții a Tamburi Investment Partners, a ieșit din structură.
În februarie 2018, Moncler a lansat proiectul Moncler Genius, un nou model creativ și de afaceri, prin care designeri celebri creează colecții distincte, care interpretează identitatea Moncler și sunt lansate lunar.
Pe 11 martie 2019, fondul american BlackRock a achiziționat un pachet total de 5,026% din capitalul Moncler. Remo Ruffini a rămas principalul acționar cu 19,30%, urmat de BlackRock, în timp ce fondul Eurazeo a ieșit complet din acționariat. Tot în 2019, Moncler a fost inclus pentru prima dată în Dow Jones Sustainability Indices (DJSI) la nivel global și european.

### Grupul Moncler
În decembrie 2020, Moncler a achiziționat brandul italian de îmbrăcăminte sport de lux Stone Island pentru 1,15 miliarde euro. Tot în 2020, Moncler a lansat planul de sustenabilitate „Born to Protect”, care include standarde pentru energie regenerabilă, protecția animalelor, reciclare și responsabilitate socială. În decembrie 2021, Moncler a devenit partenerul oficial de îmbrăcăminte formală al clubului Inter Milano.

## Colecții
Moncler oferă o gamă largă de jachete cu puf, în general poziționate în segmentul de lux, precum și produse destinate sezonului de vară. În prezent, brandul este prezent pe piață cu trei colecții:
- Moncler Collection: linia principală, îmbrăcăminte și accesorii pentru femei, bărbați și copii.

- Moncler Grenoble (din 2010): colecție tehnică cu haine de schi și ținute après-ski, cu o abordare urbană.[50]
- Moncler Genius (din 2018): o serie colecții create de diferiți designeri, fiecare interpretând identitatea Moncler.[39][40][41]